# Diocesi di Lashom

Mappa con l'indicazione delle antiche località dell'Alta Mesopotamia e della Siria. A est, la provincia del Beth Garmai e la località di Lashom.

La diocesi di Lashom è una antica sede della Chiesa d'Oriente, suffraganea dell'arcidiocesi di Karka d'Beth Slokh, attestata dal V al X secolo.

## Storia
Lashom, identificata con la località di Lasim, un miglio a sud di Daquq nel governatorato di Kirkuk, fu sede di una diocesi nestoriana della provincia ecclesiastica del Beth Garmai.
Il primo vescovo noto di questa diocesi è Bata, che prese parte al sinodo nazionale della Chiesa assira nel 410, nel quale venne confermata la suffraganeità di Lashom nei confronti della sede metropolitana di Karka d'Beth Slokh, l'odierna Kirkuk. Bata è ancora attestato nel concilio nazionale del 424.
Un anonimo vescovo di Lashom fu tra le vittime, nel 445, della persecuzione che il re Yazdgard II condusse contro i cristiani, sospettati di sostenere gli interessi bizantini. Nel concilio del 486 fu presente il vescovo Mikha, formatosi alla scuola di Edessa e scrittore ecclesiastico, a cui si attribuiscono un commentario ai libri dei Re, due discorsi e un opuscolo sui Salmi.
Altri vescovi, Abramo, Giuseppe e Saba, presero parte ai concili della Chiesa assira nel 497, nel 544 e nel 576. Il concilio del 585 vide la presenza del vescovo Sabrisho, che nel 596 fu eletto patriarca della Chiesa assira. Gli succedette, sulla cattedra di Lashom, il vescovo Arishma, presente al concilio del 598. Un altro vescovo di Lashom, Hnan-Isho, divenne patriarca nel 773 o 775, e fu l'ultimo patriarca a risiedere a Seleucia-Ctesifonte; il successore, Timoteo I trasferirà la sede patriarcale a Baghdad, divenuta capitale del Califfato abbaside.
Secondo lo storico nestoriano 'Amr (XIV secolo), nello stesso anno in cui il patriarca Giovanni III prese possesso della sua sede, nell'893, nominò vescovo di Lashom il nipote Teodoro. Assemani ha identificato questo vescovo con lo scrittore Teodoro Bar Konai; questa identificazione è tuttavia messa in dubbio da autori moderni.
L'ultimo vescovo conosciuto di Lashom è Marco, che nel 900 prese parte alla consacrazione del patriarca Giovanni IV. Nell'elenco delle diocesi del patriarcato d'Oriente redatto nel X secolo da Elia di Damasco, la sede di Lashom appare unita a quella di Khanidjar. Dopo quest'ultima informazione non si hanno più notizie della diocesi o di una presenza nestoriana nella città.

## Cronotassi
- Bata † (prima del 410 - dopo il 424)
- Anonimo † (menzionato nel 445)
- Mikha † (menzionato nel 486)
- Abramo † (menzionato nel 497)
- Giuseppe † (menzionato nel 544)
- Saba † (menzionato nel 576)
- Sabrisho † (prima del 585 - 596 eletto patriarca della Chiesa d'Oriente)
- Arishma † (596 - dopo il 598)
- Hnan-Isho † (? - 773 o 775 eletto patriarca della Chiesa d'Oriente)
- Teodoro † (menzionato nell'893)
- Marco † (menzionato nel 900)